# Семенов Петро Іванович
Петро Іванович Семенов (21 грудня 1898, місто Рославль Смоленської губернії, тепер Смоленської області, Російська Федерація — 1972, місто Слов'янськ, тепер Донецької області) — український радянський партійний діяч, 2-й секретар Кам'янець-Подільського обкому КП(б)У.

## Біографія
У вересні 1912 — червні 1916 р. — учень ремісничого училища у місті Рославлі Смоленської губернії. У червні 1916 — лютому 1917 р. — слюсар Прохоровської Трьохгорної мануфактури у Москві.
У лютому — грудні 1917 р. — судовий моторист 2-го мотопонтонного батальйону російської армії.
У грудні 1917 — травні 1925 р. — помічник машиніста, машиніст паровозного депо у місті Рославлі Смоленської губернії. У 1919 році вступив до комсомолу.
Член РКП(б) з листопада 1923 року.
У травні 1925 — серпні 1927 р. — заступник завідувача, завідувач агітаційно-пропагандистського відділу Рославльського повітового комітету ВКП(б) Смоленської губернії.
У серпні 1927 — червні 1931 р. — студент Комуністичного університету імені Свердлова у москві.
У червні 1931 — серпні 1933 р. — завідувач відділу культури ЦК профспілки робітників залізничного транспорту в Москві.
У серпні 1933 — червні 1935 р. — начальник Політичного відділу Чорноострівської машинно-тракторної станції Вінницької області.
У червні 1935 — червні 1937 р. — 1-й секретар Чорноострівського районного комітету КП(б)У Проскурівського округу Вінницької області. У червні — жовтні 1937 р. — секретар Проскурівського окружного комітету КП(б)У Вінницької області.
У вересні 1937 — квітні 1938 р. — 2-й секретар Організаційного бюро ЦК КП(б)У по Кам'янець-Подільській області.
Заарештований 5 квітня 1938 року. 7 квітня 1938 року виключний із ВКП(б). 2 вересня 1940 року засуджений на 8 років виправно-трудових таборів. До квітня 1946 року перебував в Ухтинському виправно-трудовому таборі Комі АРСР.
У квітні 1946 — червні 1947 р. — технічний керівник лісгоспу в Ухті. У червні 1947 — квітні 1948 р. — десятник лісгоспу Ухтинського гірничо-промислового комбінату.
У травні 1948 — серпні 1951 р. — станковий пилорами Слов'янського будівельно-монтажного управління Головбуду Міністерства промисловості будівельних матеріалів СРСР в Сталінській області УРСР.
Заарештований 13 серпня 1951 року. Був ув'язнений у внутрішній тюрмі УМДБ в місті Сталіно. У листопаді 1951 року висланий на поселення в Новосибірську область
У листопаді 1951 — липні 1956 р. — машиніст локомобіля ліспромгоспу в селищі Роговські Гриви Михайлівського району Новосибірської області. У 1956 році був реабілітований і відновлений в членах КПРС.
У серпні — грудні 1956 р. — станковий пилорами Слов'янського заводу будівельних машин «Буддмаш» Сталінської області. У грудні 1956 — жовтні 1958 р. — голова заводського комітету Слов'янського заводу будівельних машин «Буддмаш» Сталінської області.
З жовтня 1958 року — на пенсії у місті Слов'янську Донецької області.